# Pierre Le Coq
Pierre Le Coq (* 17. Januar 1989 in Saint-Brieuc) ist ein französischer Windsurfer.

## Erfolge
Pierre Le Coq nahm an den Olympischen Sommerspielen 2016 in Rio de Janeiro in der Bootsklasse RS:X teil, bei denen er den dritten Platz belegte. Im letzten Rennen konnte er im Gesamtklassement noch an Piotr Myszka vorbeiziehen und die Bronzemedaille hinter Dorian van Rijsselberghe und Nick Dempsey gewinnen. Bei Weltmeisterschaften sicherte er sich 2015 in Mussanah den Titelgewinn, 2019 gewann er zudem in Nago-Torbole Bronze.
Für seine Erfolge erhielt er am 30. November 2016 das Ritterkreuz des Ordre national du Mérite.